# Martin JRM
Die Martin JRM Mars war das größte jemals serienmäßig produzierte Flugboot. Das Präfix „JR“ wurde von der US-Marine von 1935 bis 1955 für den Einsatz als „Utility Transport“ verwendet. Die Mars wurde ab 1938 von der US-amerikanischen Glenn L. Martin Company für die US-Marine entwickelt.

## Geschichte

### Patrouillenbomber
Die US-Marine bestellte im August 1938 bei Martin einen Prototyp für einen großen Patrouillenbomber. Die Firma verfügte schon über jahrelange Erfahrung im Bau von Bombern und Flugbooten und leitete den Entwurf (Model 170) von ihrer PBM Mariner ab. Am 20. August 1941 fand die Kiellegung bei Baltimore, Maryland statt; zu Wasser gelassen wurde das von der Marine mit XPB2M-1 bezeichnete und Old Lady genannte Modell am 5. November 1941. Die Maschine erhielt die BuNo 1520. Bei Tests in der Chesapeake Bay ließ sich am 5. Dezember 1941 der Propeller von Motor 3 nicht verstellen. Nachdem der Motor Feuer gefangen hatte, durchbrach ein Propellerblatt gar den Rumpf. Der Unfall beschädigte den Prototyp so schwer, dass sich die Weiterentwicklung um mehr als ein halbes Jahr verzögerte. Der Erstflug fand schließlich am 3. Juli 1942 statt.

### Transportflugzeug

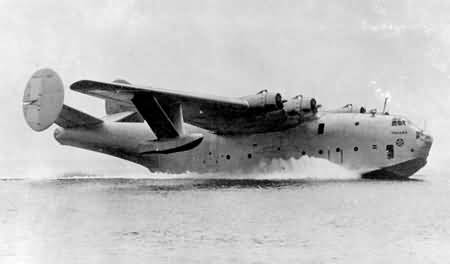
Prototyp Martin XPB2M-1 Mars

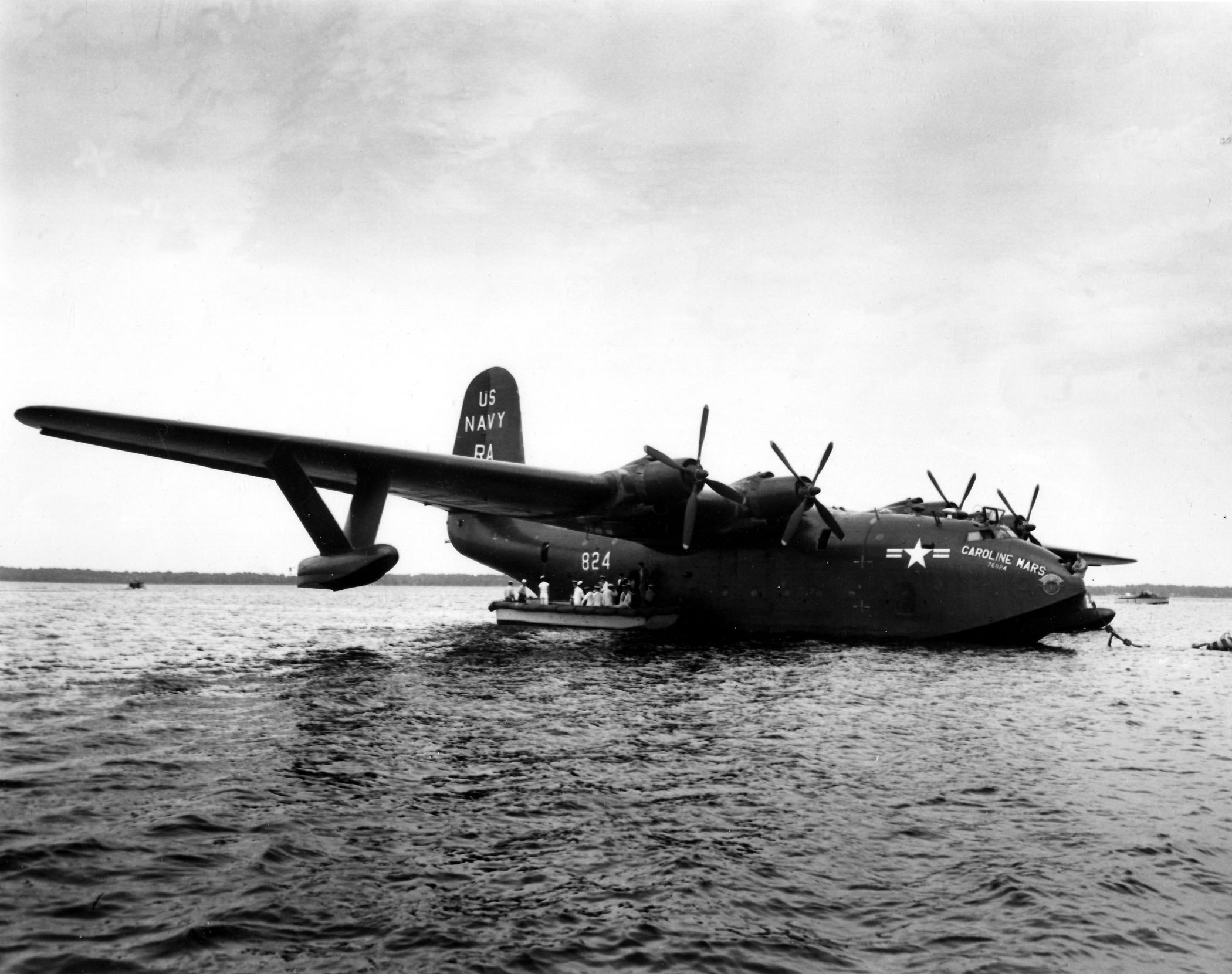
Die Caroline Mars in Jacksonville, Florida, 1949

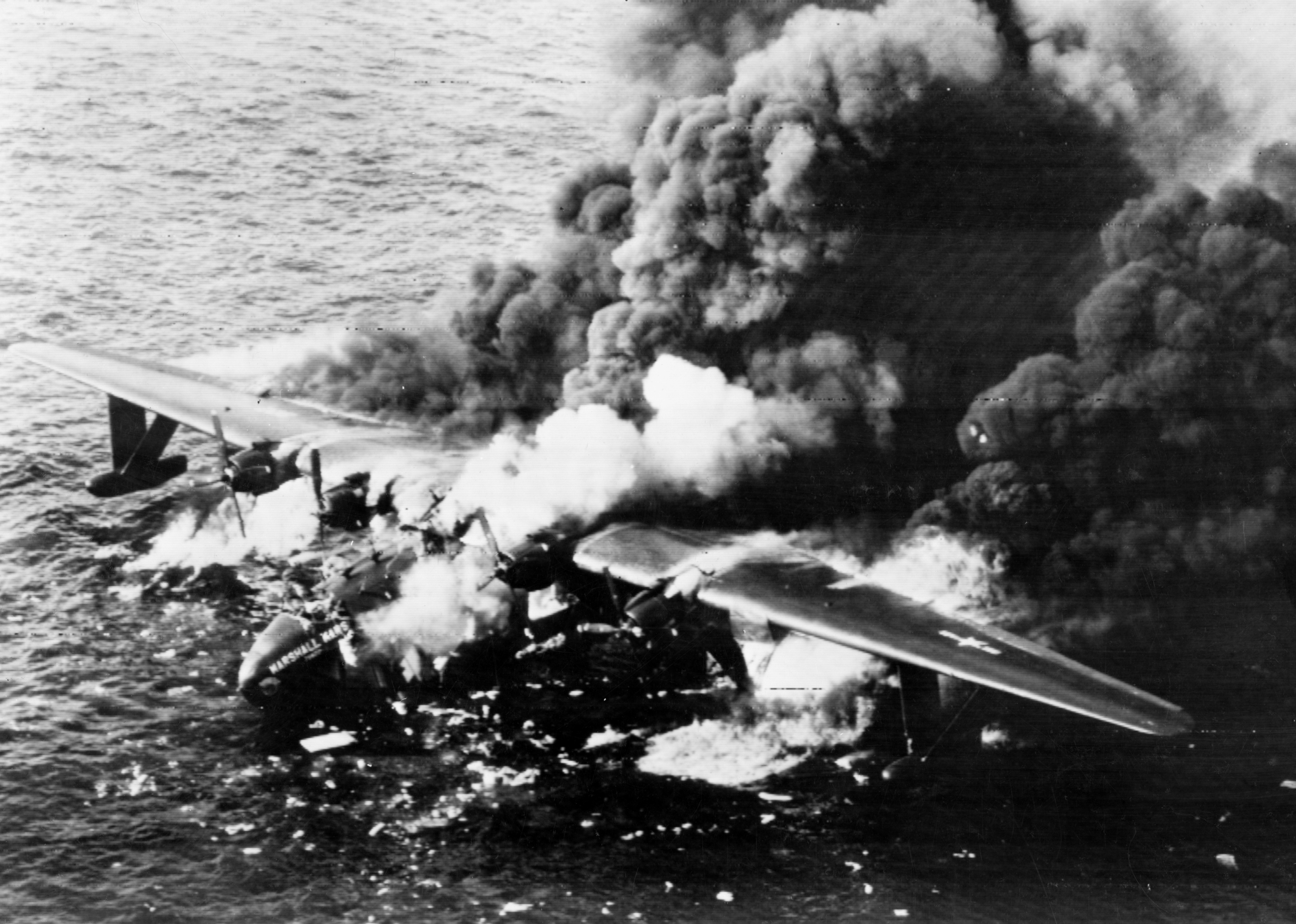
Zerstörung der Marshall Mars bei Honolulu, 5. April 1950

In der Zwischenzeit hatte die US-Marine ihre Anforderungen geändert: Angriffe auf See sollten vermehrt von trägergestützten Flugzeugen durchgeführt werden und das Flugboot stattdessen Versorgungsgüter und Truppen transportieren, um Schiffe zu entlasten, die immer häufiger von deutschen U-Booten angegriffen wurden. Also entfernte Martin die Halterungen für Bomben und Bordwaffen und baute den Prototyp zur XPB2M-1R um. Von November 1943 bis März 1945 beförderte die Old Lady bis zu 15,8 Tonnen Fracht für die Marine über die Meere, anschließend ging die Maschine für Test- und Trainingszwecke zurück an Martin. Bis zur Indienststellung des landgestützten Langstreckenbombers Convair B-36 im Jahr 1947 blieb sie das größte Flugzeug der US-Streitkräfte.
Im Januar 1945 bestellte die US-Marine 20 Maschinen unter der neuen Bezeichnung JRM-1 (Model 170A). Für dieses Serienmodell verlängerte Martin den Rumpf um rund 1,8 Meter und ersetzte das doppelte Seitenleitwerk des Vorgängermodells durch ein einfaches. Das maximale Startgewicht stieg auf 67,4 Tonnen.
Die erste JRM-1 wurde am 21. Juli 1945 auf den Namen Hawaii Mars (BuNo 76819) getauft, verunglückte aber schon am 5. August bei einer Bruchlandung. Nach der Kapitulation Japans, zehn Tage später, reduzierte die US-Marine ihre Bestellung auf sechs Maschinen, vier davon lieferte Martin bis Mitte 1946 aus. Bei den Taufnamen knüpfte Martin an die zehn Jahre zuvor erfolgreichen Martin M-130 an. Die vier restlichen JRM-1 erhielten ebenfalls Namen nach pazifischen Inselgruppen, den häufigsten Zielorten der Flugboote: Philippine Mars (76820), Marianas Mars (76821), Marshall Mars (76822) und die zweite Hawaii Mars (76823). Alle Flugboote wurden der Navy-Staffel VR-2 zugeteilt.
Im Juli 1947 stellte Martin die siebte und letzte Mars mit neuen, 3000 PS leistenden Motoren von Pratt & Whitney (R-4360-4T Wasp Major) und geänderter Bezeichnung JRM-2 (Model 170B) fertig. Sie wurde auf den Namen Caroline Mars (76824) getauft. Diese Maschine stellte am 5. September 1948 mit 31 Tonnen Fracht auf dem Flug von Chesapeake Bay nach Cleveland, Ohio einen neuen Rekord auf, ebenso wie die Marshall Mars am 4. März 1949 mit 263 beförderten Personen.
Bis 1950 ließ die Marine auch die drei noch vorhandenen JRM-1 auf den Stand der JRM-2 bringen und rüstete sie ebenfalls mit R-4360-4-Motoren aus. Die neue Bezeichnung für diese Maschinen war JRM-3 (Model 170B). Die Marshall Mars wurde am 5. April 1950 bei einer Notlandung nach einem Motorschaden vor Hawaii zerstört.

### Feuerlöschflugzeug

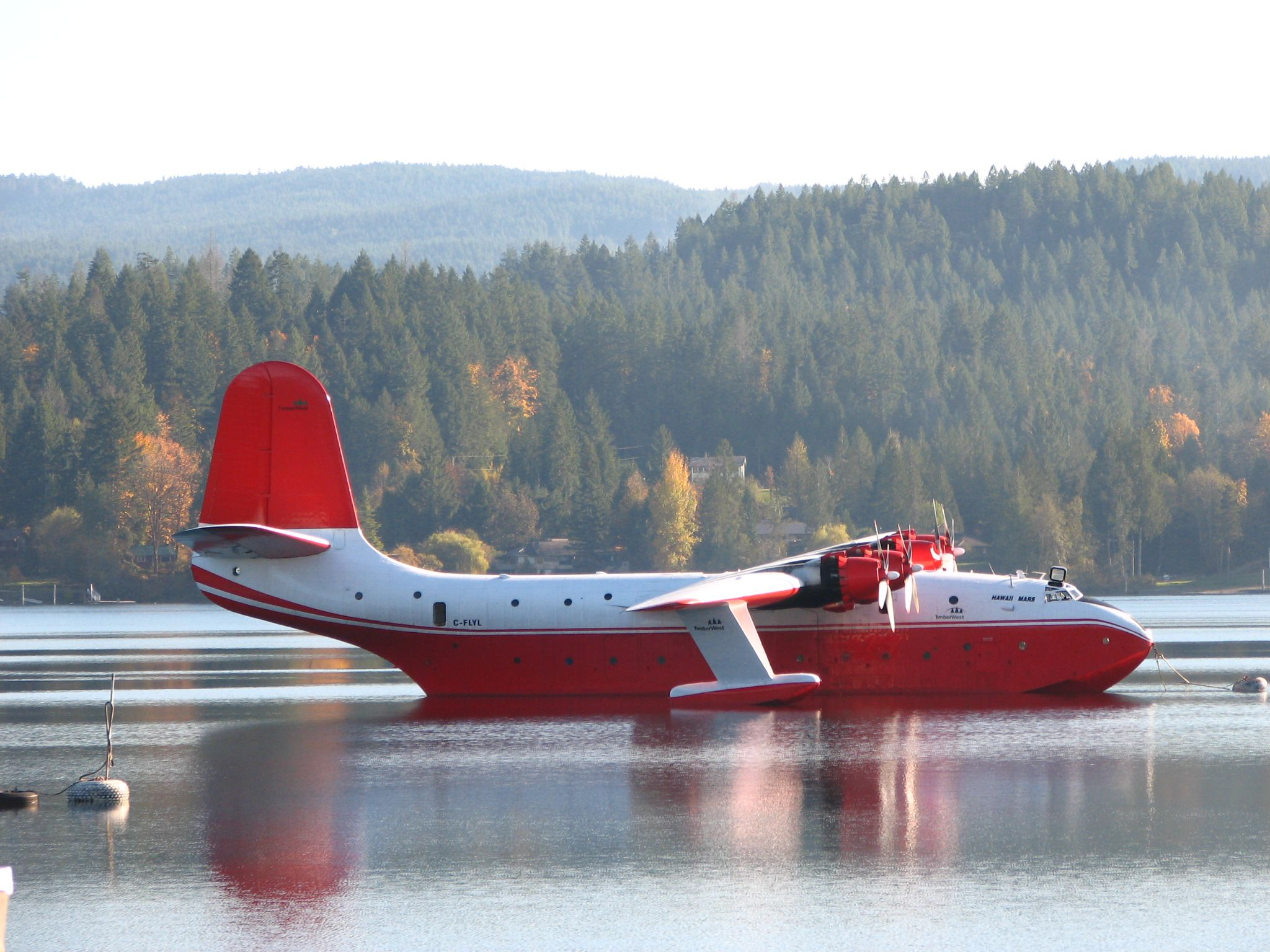
Die Hawaii Mars als Löschflugzeug auf dem Sproat Lake, British Columbia, 2006

Im Jahr 1956 begann die Navy-Transportstaffel VR-2 damit, die Mars auszumustern und durch Convair R3Y zu ersetzen. Der letzte Flug einer Mars fand im August 1956 statt; danach setzte man die Maschinen in Alameda (Kalifornien) an Land. Drei Jahre später wurden die Flugzeuge für eine Gesamtsumme von 23.650 US-Dollar an ein Abwrack-Unternehmen verkauft. Auf Betreiben eines kanadischen Piloten, der die vier Maschinen als sehr gut geeignete Plattformen zur Waldbrandbekämpfung sah, kaufte 1959 ein British-Columbia-Konsortium von Holzfirmen die JRM und registrierte sie auf das Unternehmen Forest Industries Flying Tankers (FIFT). Zusätzlich zu den Flugzeugen erwarb FIFT auch sämtliche Ersatzteile, einschließlich 35 noch vorhandener R-3350-24WA-Triebwerke. Eine Umrüstung sah man langfristig, trotz der Nutzlastverringerung von 4500 kg, als ökonomischste Lösung an, da die Wartung der ursprünglichen R-4360-4-Motoren als sehr viel aufwendiger betrachtet wurde. Nach der Wiederherstellung in einen flugfähigen Zustand wurden die Flugzeuge zum Umbau in Feuerlöschflugzeuge zur Fairey Aviation of Canada in Victoria überführt, wo auch der Austausch der Triebwerke vorgenommen wurde. Mit der Feuerlöschausrüstung kann ein Flugzeug bei etwa 130 km/h dicht über der Wasseroberfläche („auf der Stufe“) innerhalb von 25 Sekunden bis zu 27.216 Liter Löschwasser aufnehmen und aus 50 Metern Höhe über einer Fläche von 1,6 Hektar abwerfen.
Im Juni 1961 ging die Marianas Mars durch einen Unfall verloren, dabei kamen alle vier Besatzungsmitglieder ums Leben. Ein Jahr später wurde die Caroline Mars in einem Wintersturm am Boden zerstört. 2007 wurde Flying Tankers von Coulson Aircrane Limited übernommen.
Lange Zeit war die Philippine Mars stillgelegt. Im August 2012 wurde dann bekannt, dass sie auch nicht wieder in den aktiven Betrieb zurückkehren würde, sondern an das National Museum of Naval Aviation in Pensacola in Florida abgegeben wird. Die Maschine wurde wieder mit ihrer ursprünglichen Navy-Lackierung versehen, verblieb jedoch aus unbekannten Gründen bei Coulson Flying Tankers.
Am 4. August 2012 verursachte eine Gruppe von Personen, die auf die Hawaii Mars kletterte, einen Schaden am Leitwerk. Dieser wurde beim Preflight-Check am 5. August vor einem Brandeinsatz nicht entdeckt. Da der Einsatz abgebrochen wurde, kehrte das Flugzeug um und landete wieder. Danach wurde der Schaden, der einen Absturz hätte verursachen können, bemerkt. Die Reparatur wurde noch am selben Tag durchgeführt, um die Einsatzbereitschaft wiederherzustellen.
Die Hawaii Mars war bis zum Herbst 2013 als letzte Maschine noch regelmäßig im Einsatz als Löschflugzeug, stationiert war sie auf dem Sproat Lake in British Columbia, Kanada. Ihr Einsatz kostete pro Flugstunde etwa 5000 US-Dollar, im Schnitt verursachte eine Flugstunde etwa fünf Wartungsstunden – bedingt auch durch die Tatsache, dass die Sternmotoren schon lange nicht mehr hergestellt werden. Es standen nur noch zwölf Motoren für die beiden verbliebenen Flugzeuge zur Verfügung, daher wurden sie im Zwei-Wochen-Rhythmus zyklisch ausgetauscht, um an allen Triebwerken eine gleichmäßige Abnutzung zu erreichen. Laut der Internetseite der Coulson Aircrane Ltd. standen sowohl die Philippine Mars (im Canadian Civil Aircraft Register registriert unter C-FLYK) als auch die Hawaii Mars (registriert unter C-FLYL) weiterhin als Löschflugzeuge zur Verfügung.
In der Waldbrandsaison 2015 war die Hawaii Mars wieder als Löschflugzeug im Einsatz. Das Forstministerium der Provinz British Columbia hatte dazu einen Vertrag mit einer Laufzeit von einem Monat mit der Coulson Group geschlossen. Außerdem war sie im August 2015 an die „International Test Pilot School“ verchartert. Chinesische Piloten und Ingenieure trainierten an ihr den Umgang mit großen Wasserflugzeugen zur Vorbereitung für die Flugerprobung der Avic AG600.

### Transfer der letzten beiden Maschinen ins Museum

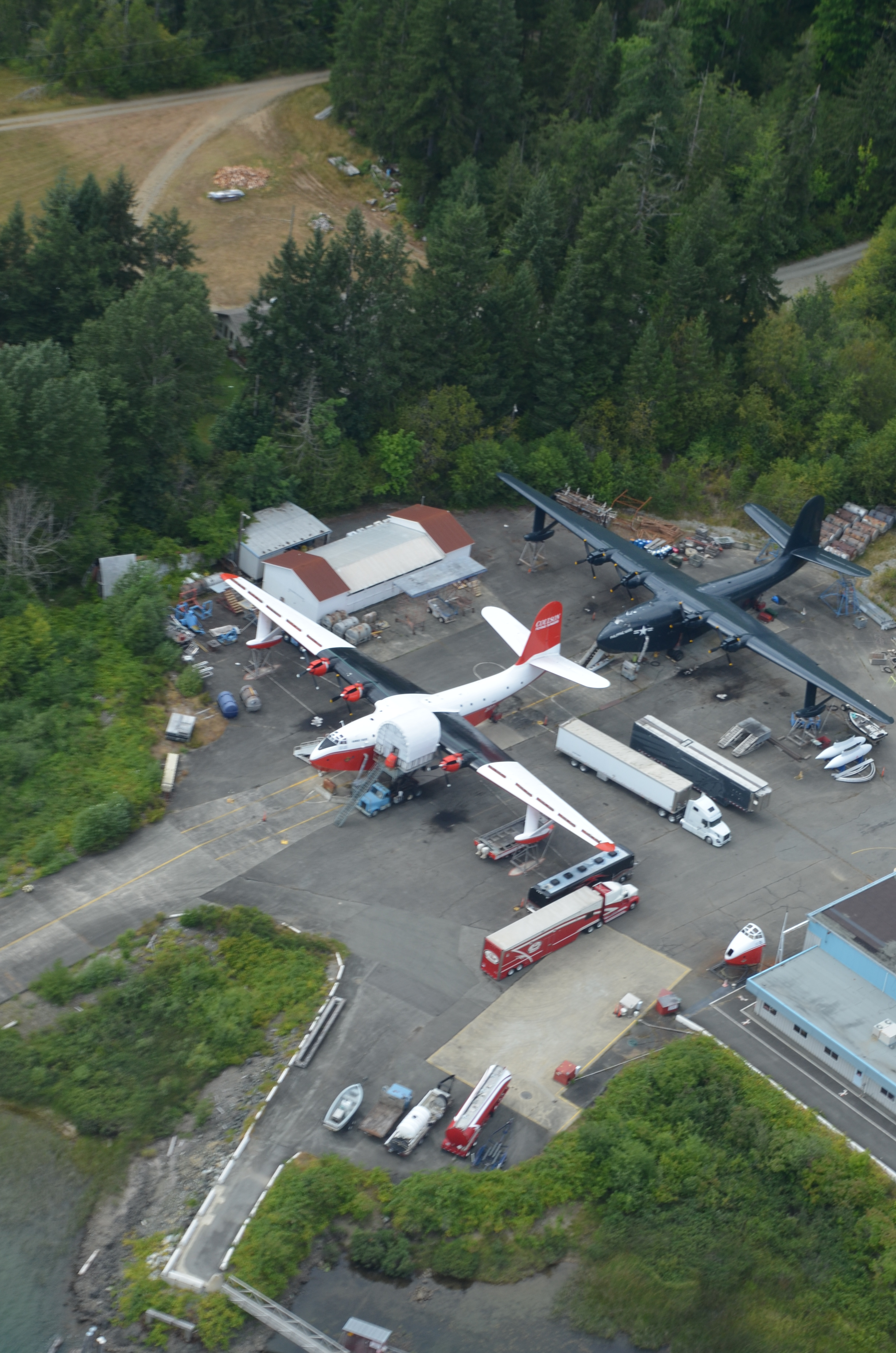
Maschinen Hawaii Mars und Philippine Mars am Sproat Lake 2014

Im Frühjahr 2024 wurde für die beiden letzten Maschinen das Ende ihrer Laufbahn als Wasserbomber bekannt. Als erstes wurde am 28. März 2024 bekannt, dass das British Columbia Aviation Museum in Sidney (British Columbia) die Hawaii Mars von Coulson Aviation übernehmen wird. Sie wurde am 11. August 2024 vom Sproat Lake zum Victoria Airport Water Aerodrome am Victoria International Airport geflogen und soll dann im Museum Teil einer Dauerausstellung über Waldbrandbekämpfung werden. Auf diesem Flug hatte die Hawaii Mars zeitweise ein Ehrengeleit durch die Snowbirds, die Kunstflugstaffel der kanadischen Luftwaffe.
Im Frühjahr 2024 wurde auch bekannt, dass das Pima Air & Space Museum in Tucson die Philippine Mars für eine Dauerausstellung übernehmen würde. Die Maschine wurde für die Überführung nochmal flugfähig restauriert. Nachdem mehrere Überführungsversuche im Dezember 2024 wegen technischer Probleme abgebrochen werden mussten, begann die Maschine ihre letzte Flugreise schließlich am 9. Februar 2025. Sie landete zu einem Zwischenstopp zunächst in der Bucht von San Francisco. Ein geplanter weiterer Zwischenstopp in der Bucht von San Diego wurde sicherheitshalber abgesagt. Stattdessen absolvierte die Philippine Mars am 10. Februar 2025 einen Direktflug nach Arizona, wo sie auf Lake Pleasant ihre allerletzte Landung absolvierte. Philippine Mars wird dort zerlegt und auf dem Landweg nach Tucson ins Pima Air & Space Museum transportiert.

## Produktionsübersicht
| BuNo  | Variante          | Name               | Verbleib                                                                                  | letzte Verwendung  |
| ----- | ----------------- | ------------------ | ----------------------------------------------------------------------------------------- | ------------------ |
| 1520  | XPB2M-1, XPB2M-1R |                    |                                                                                           | Versuchsflugzeug   |
| 76819 | JRM-1             | Hawaii Mars        | 5. August 1945 Unfall in Chesapeake Bay, zwar geborgen, aber nicht mehr flugfähig gemacht | Transportflugzeug  |
| 76820 | JRM-1, dann JRM-3 | Philippine Mars    | Pima Air & Space Museum, Tucson                                                           | Feuerlöschflugzeug |
| 76821 | JRM-1, dann JRM-3 | Marianas Mars      | Juni 1961 verloren                                                                        | Feuerlöschflugzeug |
| 76822 | JRM-1             | Marshall Mars      | 5. April 1950 zerstört                                                                    | Transportflugzeug  |
| 76823 | JRM-1, dann JRM-3 | zweite Hawaii Mars | British Columbia Aviation Museum, North Saanich                                           | Feuerlöschflugzeug |
| 76824 | JRM-2             | Caroline Mars      | 1962 in Hurricane verloren                                                                | Feuerlöschflugzeug |

## Technische Daten

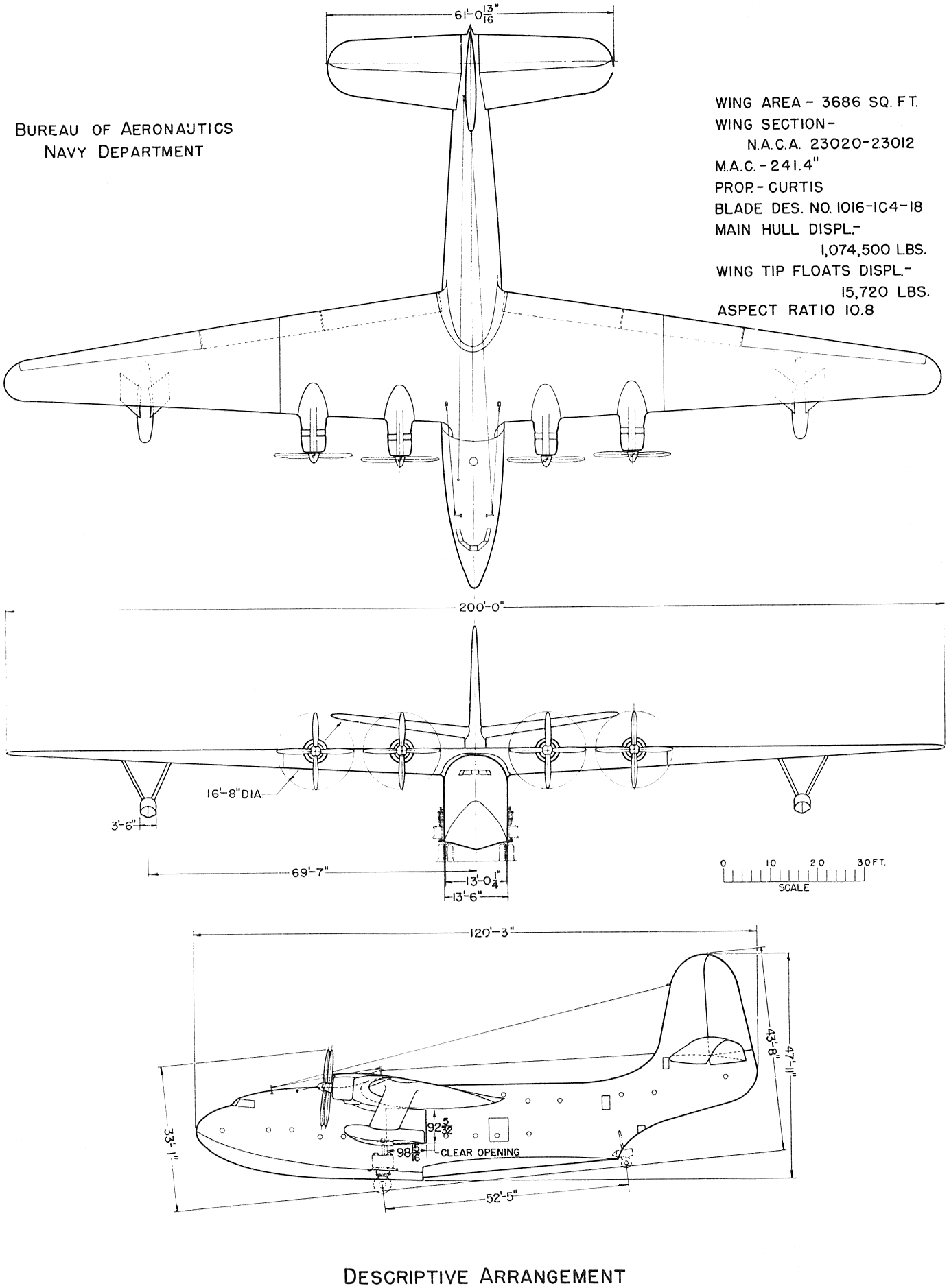
Martin JRM

| Kenngröße             | Daten der Martin JRM-2 Mars                                                     |
| --------------------- | ------------------------------------------------------------------------------- |
| Besatzung             | 4                                                                               |
| Länge                 | 35,7 m                                                                          |
| Spannweite            | 61,0 m                                                                          |
| Höhe                  | 11,7 m                                                                          |
| Flügelfläche          | 342,4 m²                                                                        |
| Flügelstreckung       | 10,86                                                                           |
| Flächenbelastung      | 129,3 kg/m² (10 t Zuladung) – 218 kg/m² (40 t Zuladung)                         |
| Leermasse             | 34,3 t                                                                          |
| max. Startmasse       | 74,8 t                                                                          |
| Höchstgeschwindigkeit | 350 km/h                                                                        |
| max. Flughöhe         | 4450 m                                                                          |
| Reichweite            | 8000 km                                                                         |
| Triebwerke            | vier vierreihige luftgekühlte Sternmotoren Pratt & Whitney R-4360-4T Wasp Major |
| Leistung              | 4 × 2240 kW (3050 PS)                                                           |
| Leistungsbelastung    | 6,14 kg/PS (volle Zuladung)                                                     |